# Nuoto ai campionati europei di nuoto 2018 - Staffetta 4x100 metri stile libero maschile
La staffetta 4x100 m stile libero maschile degli Europei 2018 si è svolta il 3 agosto 2018. Le batterie si sono svolte al mattino, mentre la finale è stata disputata nel pomeriggio dello stesso giorno.

## Podio
| Posizione | Oro | Argento                                                      | Bronzo                                                                  |
| --------- | --- | ------------------------------------------------------------ | ----------------------------------------------------------------------- |
| Nazione   | Russia | Italia                                                       | Polonia                                                                 |
| Atleti    | Evgenij Rylov Danila Izotov Vladimir Morozov Kliment Kolesnikov Vladislav Grinev* Ivan Kuzmenko* Sergej Fesikov* Andrey Zhilkin* | Luca Dotto Ivano Vendrame Lorenzo Zazzeri Alessandro Miressi | Jan Świtkowski Konrad Czerniak Jakub Kraska Kacper Majchrzak Jan Hołub* |

## Record
Prima della manifestazione il record del mondo (RM), il record europeo (EU) e il record dei campionati (RC) erano i seguenti:
|  | 3'08"24 | Stati Uniti | 11 agosto 2008 Pechino |
|  | 3'08"32 | Francia     | 11 agosto 2008 Pechino |
|  | 3'11"64 | Francia     | 18 agosto 2014 Berlino |

Durante la competizione non sono stati migliorati record.

## Risultati

### Batterie
Le batterie furono disputate alle 11.12
| Pos. | Batteria | Corsia | Nazione       | Atleti | Tempo   | Note |
| ---- | -------- | ------ | ------------- | --- | ------- | ---- |
| 1    | 1        | 3      | Italia        | Luca Dotto (48.88) Ivano Vendrame (49.16) Lorenzo Zazzeri (48.59) Alessandro Miressi (48.66)                        | 3:15.29 | Q    |
| 2    | 2        | 7      | Polonia       | Konrad Czerniak (49.14) Jan Hołub (49.05) Jakub Kraska (48.77) Jan Świtkowski (48.49)                               | 3:15.45 | Q    |
| 3    | 1        | 1      | Ungheria      | Dominik Kozma (49.45) Nándor Németh (48.32) Péter Holoda (48.95) Richárd Bohus (48.83)                              | 3:15.55 | Q    |
| 4    | 1        | 4      | Russia        | Vladislav Grinev (48.67) Ivan Kuzmenko (49.55) Sergey Fesikov (48.28) Andrey Zhilkin (49.27)                        | 3:15.77 | Q    |
| 5    | 2        | 6      | Serbia        | Velimir Stjepanović (49.28) Uroš Nikolić (48.82) Andrej Barna (49.11) Ivan Lenđer (48.69)                           | 3:15.90 | Q    |
| 6    | 2        | 0      | Paesi Bassi   | Stan Pijnenburg (49.34) Nyls Korstanje (49.10) Kyle Stolk (49.07) Jesse Puts (49.27)                                | 3:16.78 | Q    |
| 7    | 2        | 1      | Germania      | Damian Wierling (48.95) Marius Kusch (49.24) Peter Varjasi (49.48) Christoph Fildebrandt (49.12)                    | 3:16.79 | Q    |
| 8    | 2        | 8      | Grecia        | Andreas Vazaios (49.58) Kristián Goloméev (48.04) Odysseus Meladinis (49.77) Apostolos Christou (49.49)             | 3:16.88 | Q    |
| 9    | 2        | 9      | Francia       | Clément Mignon (50.07) Maxime Grousset (48.89) Jordan Pothain (49.93) Mehdy Metella (48.26)                         | 3:17.15 |      |
| 10   | 2        | 4      | Gran Bretagna | Calum Jarvis (49.68) Craig McLean (49.41) David Cumberlidge (49.83) James Guy (48.39)                               | 3:17.31 |      |
| 10   | 2        | 2      | Svezia        | Robin Hanson (49.72) Christoffer Carlsen (48.73) Björn Seeliger (49.44) Isak Eliasson (49.42)                       | 3:17.31 |      |
| 12   | 1        | 2      | Irlanda       | Shane Ryan (49.05) David Thompson (49.63) Jordan Sloan (49.13) Robert Powell (49.74)                                | 3:17.55 |      |
| 13   | 2        | 5      | Lituania      | Danas Rapšys (49.21) Simonas Bilis (48.62) Deividas Margevičius (50.25) Tomas Sungaila (49.80)                      | 3:17.88 |      |
| 14   | 1        | 6      | Belgio        | Sebastien De Meulemeester (50.31) Emmanuel Vanluchene (49.25) Valentin Borisavljevic (49.94) Jasper Aerents (48.86) | 3:18.36 |      |
| 15   | 2        | 3      | Austria       | Bernhard Reitshammer (50.26) Robin Gruenberger (49.78) Heiko Gigler (49.64) Alexander Trampitsch (49.23)            | 3:18.91 |      |
| 16   | 1        | 7      | Israele       | Meiron Amir Cheruti (49.94) Denis Loktev (49.85) Ziv Kalontarov (50.19) David Gamburg (49.42)                       | 3:19.40 |      |
| 17   | 1        | 8      | Turchia       | Yalım Acımış (50.58) Doğa Çelik (49.93) İskender Baslakov (49.89) Kemal Arda Gürdal (49.88)                         | 3:20.28 |      |
| 18   | 1        | 5      | Bielorussia   | Viktar Krasochka (50.45) Mikita Tsmyh (50.19) Viktar Staselovich (50.36) Anton Latkin (50.35)                       | 3:21.35 |      |
|      | 1        | 0      | Estonia       | Nikita Tsernosev (51.83) Kregor Zirk (49.79) Andri Aedma (51.12) Marko-Matteus Langel (SQ)                          | dq      |      |

### Finale
La finale fu disputata alle 18.10
| Pos. | Corsia | Nazione     | Atleti                                                                                                  | Tempo   | Note |
| ---- | ------ | ----------- | --- | ------- | ---- |
|      | 6      | Russia      | Evgenij Rylov (48.62) Danila Izotov (48.61) Vladimir Morozov (47.61) Kliment Kolesnikov (47.39)         | 3:12.23 |      |
|      | 4      | Italia      | Luca Dotto (48.63) Ivano Vendrame (48.73) Lorenzo Zazzeri (48.55) Alessandro Miressi (46.99)            | 3:12.90 |      |
|      | 5      | Polonia     | Jan Świtkowski (48.68) Konrad Czerniak (49.04) Jakub Kraska (48.07) Kacper Majchrzak (48.41)            | 3:14.20 |      |
| 4    | 3      | Ungheria    | Nándor Németh (48.61) Dominik Kozma (48.63) Péter Holoda (48.62) Richárd Bohus (48.65)                  | 3:14.51 |      |
| 5    | 8      | Grecia      | Andreas Vazaios (49.13) Apostolos Christou (48.75) Odysseus Meladinis (49.13) Kristián Goloméev (47.51) | 3:14.52 |      |
| 6    | 7      | Paesi Bassi | Nyls Korstanje (48.87) Kyle Stolk (48.69) Jesse Puts (48.90) Stan Pijnenburg (48.14)                    | 3:14.60 |      |
| 7    | 1      | Germania    | Damian Wierling (48.61) Marius Kusch (48.59) Peter Varjasi (49.17) Christoph Fildebrandt (48.75)        | 3:15.12 |      |
| 8    | 2      | Serbia      | Velimir Stjepanović (49.03) Uroš Nikolić (48.62) Andrej Barna (48.78) Ivan Lenđer (48.73)               | 3:15.16 |      |